# 5388 Mottola
5388 Mottola (1981 ED1) là một tiểu hành tinh vành đai chính được phát hiện ngày 5 tháng 3 năm 1981 bởi Debehogne-DeSanctis ở La Silla.